# Pyhäjärvi (sjö i Finland, Lappland, lat 67,06, long 27,22)
Pyhäjärvi är en sjö i Finland. Den ligger i kommunen Pelkosenniemi i landskapet Lappland, i den norra delen av landet, 800 km norr om huvudstaden Helsingfors. Pyhäjärvi ligger 166,9 meter över havet. Den är 17,93 meter djup. Arean är 2,63 kvadratkilometer och strandlinjen är 9,42 kilometer lång. Sjön  ingår i Kemi älvs huvudavrinningsområde. 
Sjön avvattnas via Pyhäjoki, som mynnar i Kemi älv (denna Pyhäjoki ej att förväxla med Pyhäjoki älv).